# Jack Sholder
Jack Sholder (8 de juny del 1945, Filadèlfia, Estats Units) és un director de cinema estatunidenc.

## Filmografia
- 1973: The Garden Party
- 1982: Alone in the Dark
- 1985: A Nightmare on Elm Street Part 2: Freddy's Revenge
- 1987: Ocult (The Hidden)
- 1988: Vietnam War Story II (vídeo)
- 1989: Renegades
- 1990: By Dawn's Early Light (TV)
- 1990: Tales from the Crypt (sèrie TV)
  - Fitting Punishment (1990)
- 1990: Gabriel's Fire (sèrie TV)
  - To Catch a Con: Part 1 (1990)
- 1993: 12h01 - presoner del temps (12:01) (TV)
- 1994: Natural Selection (TV)
- 1995: The Omen (TV)
- 1995: Sketch Artist II: Hands That See (TV)
- 1996: Generation X (TV)
- 1997: Runaway Car (TV)
- 1997: Pensacola: Wings of Gold (sèrie TV)
- 1999: Mortal Kombat: Conquest (sèrie TV)
  - The Serpent and the Ice (1999)
- 1999: Wishmaster 2: Evil Never Dies (vídeo)
- 2000: Supernova: La fi de l'univers (Supernova)
- 2001: Arachnid
- 2002: Beeper
- 2003: Tremors (sèrie TV)
- 2004: 12 Days of Terror (TV)